# Musée des Beaux-Arts de Bilbao
Le musée des Beaux-Arts de Bilbao est situé dans la ville de Bilbao, dans la province basque de Biscaye (nord de l'Espagne). Il est actuellement l'un des principaux musées de peinture et sculpture du pays. Son histoire est singulière car il est a vu le jour grâce au parrainage de collectionneurs locaux, dans une ville où la tradition artistique est plutôt courte et sans grandes collections aristocratiques ou ecclésiastiques.

## Historique

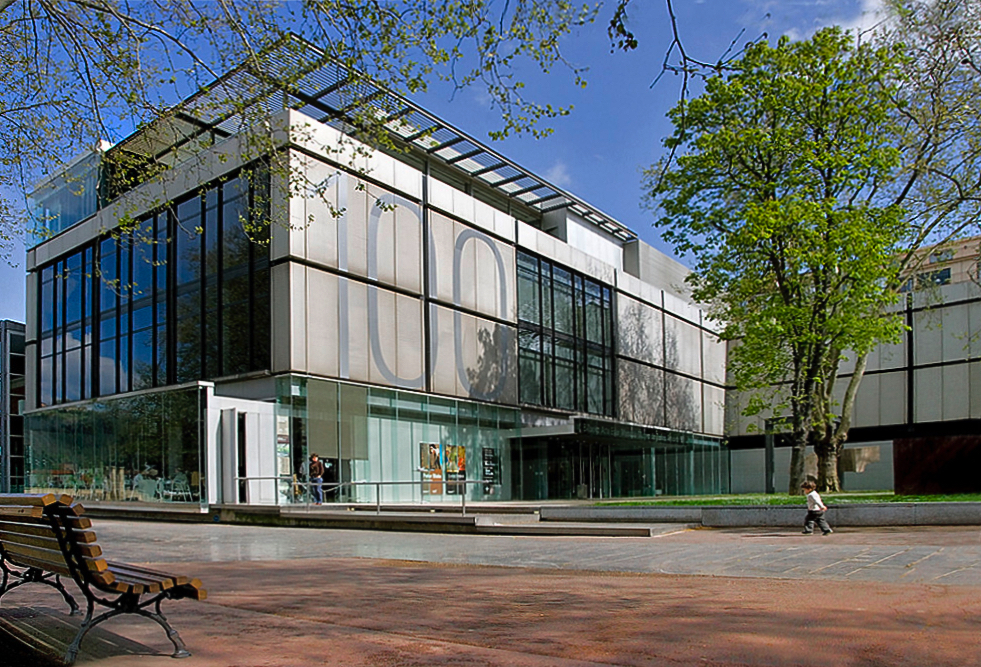
Nouveau bâtiment achevé en 2004.

Le musée des Beaux-Arts de Bilbao est né en 1908 et a été inauguré en 1914 avec des fonds artistiques légués par le chef d'entreprise et philanthrope Laureano de Jado. Ce premier musée des Beaux-Arts a été fondé en 1939 avec le musée d'Art Moderne fondé en 1924. L'institution résultante a ouvert les portes de son siège actuel en 1945. Des contributions des institutions locales, de personnalités privées et des acquisitions du musée lui-même ont aidé à former le profil essentiel de la collection et ont orienté sa croissance ultérieure. La nécessité de former une collection représentative, en commençant de presque zéro, a permis d'affiner le critère de sélection.
Après des débuts modestes à l'École d'arts et des métiers du quartier d'Atxuri, l'institution a été transférée dans un bâtiment du parc Casilda Iturrizar, poumon vert de la ville. Vaguement inspiré du musée du Prado, le bâtiment suit des lignes néoclassiques combinant la pierre et la brique rouge. Il a été projeté par les architectes Fernando Urrutia et Gonzalo Cárdenas, et en 1962 a été déclaré Monument national.
Durant les années 1960-1970 on érige un second bâtiment, relié au premier par une galerie. Il s'agit d'une construction plus audacieuse, aux lignes minimalistes et aux matériaux modernes comme le métal et le verre, influencée par l'architecture Ludwig Mies van der Rohe. L'extension a été projetée par les architectes Álvaro Líbano et Ricardo Beascoa. Une partie de son rez-de-chaussée a été laissée ouverte comme porche, bien qu'à l'occasion de travaux de modernisation des années 1990, cet espace ait été fermé et préparé comme salle d'exposition. Cette restauration et extension du musée a été projetée par l'architecte Luis María Uriarte, et ouverte au public en novembre 2001.
En 1980, le musée reçoit la médaille d'or du mérite des beaux-arts par le ministère de l'Éducation, de la Culture et des Sports.
En mai 2009, le maire de Bilbao Iñaki Azkuna a publiquement commenté l'occasion d'entreprendre une autre extension. Devant les limitations urbaines pour étendre le bâtiment une fois de plus, on propose l'option de chercher un second siège, auquel on transférerait les fonds d'art les plus récents, qui restent stockés pour une grande partie.

## Collection permanente
Notable pour la longue période qu'elle couvre (à partir du XIIe siècle à nos jours) et par la variété extraordinaire d'œuvres d'art acquises depuis son début, la collection du musée des Beaux-Arts de Bilbao dispose actuellement de plus de six mille œuvres, y compris des peintures, des sculptures, dessins, gravures et objets d'arts décoratifs.

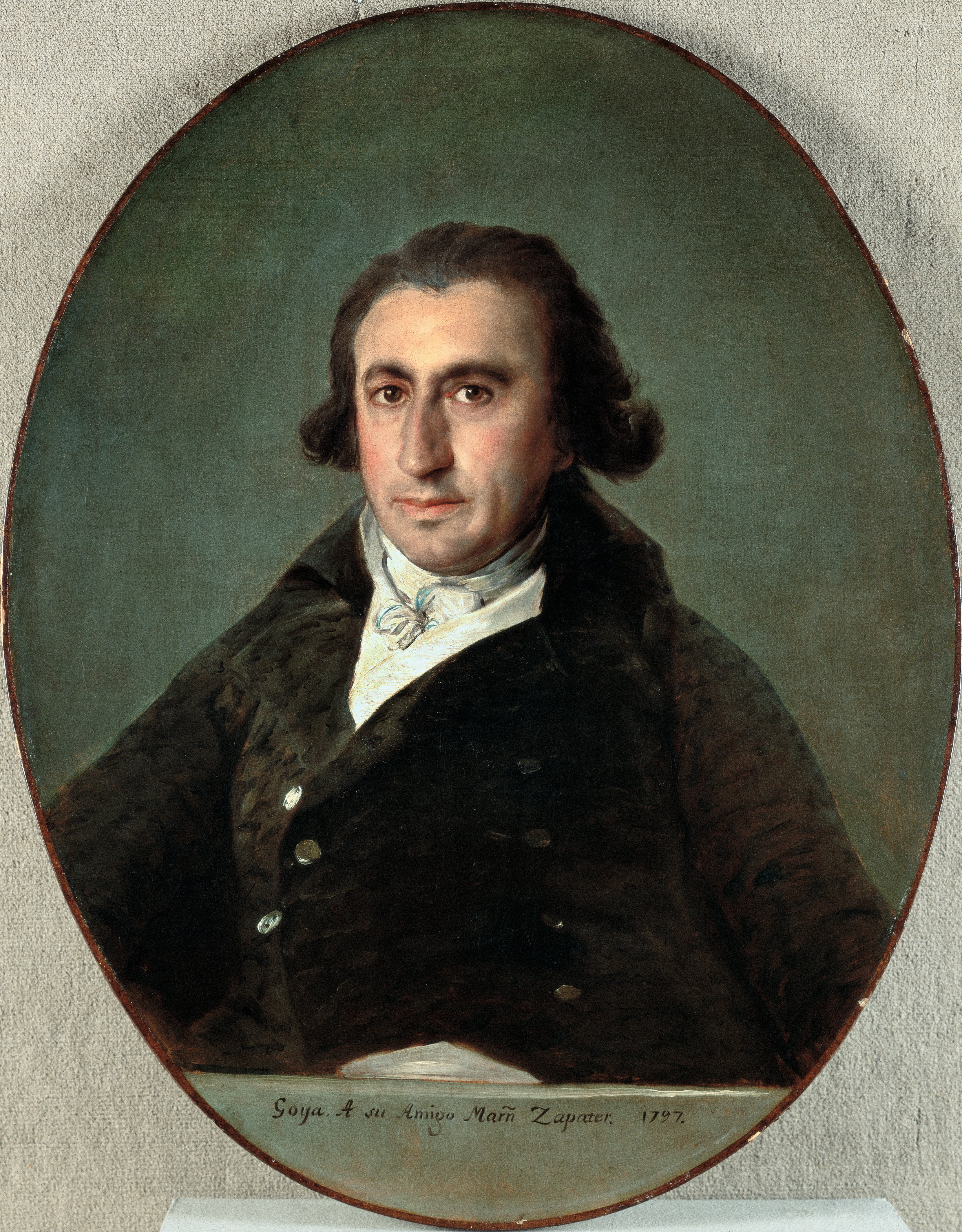
Portrait de Martín Zapater, peint par Goya.

La collection picturale est bien sûr la plus célèbre, avec des peintures espagnoles abondantes depuis Bartolomé Bermejo, au XVe siècle, jusqu'à Miquel Barceló. Il faut souligner El Greco, Zurbarán, Ribera et Goya, avec plusieurs œuvres chacun, dont beaucoup ont été incluses dans des expositions internationales. Il y a en outre des exemplaires de Luis de Morales, Alonso Sánchez, Murillo, Valdés Leal, Pedro Orrente, Juan Ribalta, Juan de Arellano et Luis Paret. Les fonds du XIXe et XXe sont relativement inégaux, avec des exemples de Leonardo Alenza, Antonio María Esquivel, Federico de Madrazo, Marià Fortuny, Joaquin Sorolla et auteurs modernes comme María Blanchard, Pablo Gargallo, José Luis Gutiérrez Solana, Daniel Vázquez Díaz, Celso Lagar, Óscar Domínguez, Antoni Tàpies, Pablo Serrano, Manuel Millares Sall… Malheureusement, on ne trouve pas d'œuvres de Dalí ni de Miró, et Picasso n'a qu'un pastel de jeunesse.
Les fonds de peinture étrangère sont variés et incluent des œuvres importantes. Il faut souligner La Piedad de Van Dyck, Pan tocando la flauta de Jacob Jordaens, une Adoración de los magos attribuée à Giovanni Battista Crespi (nommé Cerano), Loth et ses filles d'Orazio Gentileschi, Job y sus hijos muertos de Domenico Piola, un paysage de Bernardo Bellotto, un portrait féminin de Louis-Michel van Loo et un Ecce Homo de Anton Raphael Mengs. La peinture flamande des XVe et XVIe siècles comprend un vaste fonds, dans lequel il faut souligner une Piedad d'Ambrosius Benson, Sagrada Familia de Jan Gossaert (dit « Jan Mabuse »), El Rapto de Europa de Maarten de Vos et un portrait du roi Philippe II d'Espagne peint par Antonio Moro, qui a appartenu aux Spencer, la famille de Diana, princesse de Galles.
L'art étranger des XIXe et XXe siècles compte une collection majeure, une rareté dans des musées de la péninsule jusqu'à ce qu'on ait ouvert le musée Thyssen-Bornemisza. La toile Lavanderas de Arlés était le seul échantillon de Gauguin jusqu'alors. Le musée abrite en outre deux curieuses gravures de Paul Cézanne (Les baigneurs) et des peintures d'auteurs cotés comme Gustave Doré, Jean-François Raffaëlli, Paul Sérusier (Nature morte), Mary Cassatt (Maternité), Henri Le Sidaner (Canal de Brujas), James Ensor (La Virgen y la mundana), Jean Metzinger, Robert Delaunay, Oskar Kokoschka, Karel Appel, Peter Blake, Anthony Caro et Richard Serra. On y trouve également une grande toile de Francis Bacon (Figura tendida ante un espejo) et un tapis conçu par Fernand Léger.
Enfin, l'art basque des XIXe et XXe siècles y trouve une place enviable, possédant la meilleure collection, depuis Eduardo Zamacois y Zabala et Paco Durrio jusqu'à José Luis Zumeta, en passant par Zuloaga, Valentin de Zubiaurre, Jorge Oteiza, Eduardo Chillida, Mari Puri Herrero et de nombreux autres.
Le musée abrite également divers bronzes gréco-romains, céramiques de Manises et Talavera de la Reina, quelques meubles, tapis, etc. Une mention particulière pour une œuvre sur papier, avec des gravures de Rembrandt.

## Un prêt exceptionnel: la Colección Arte XX

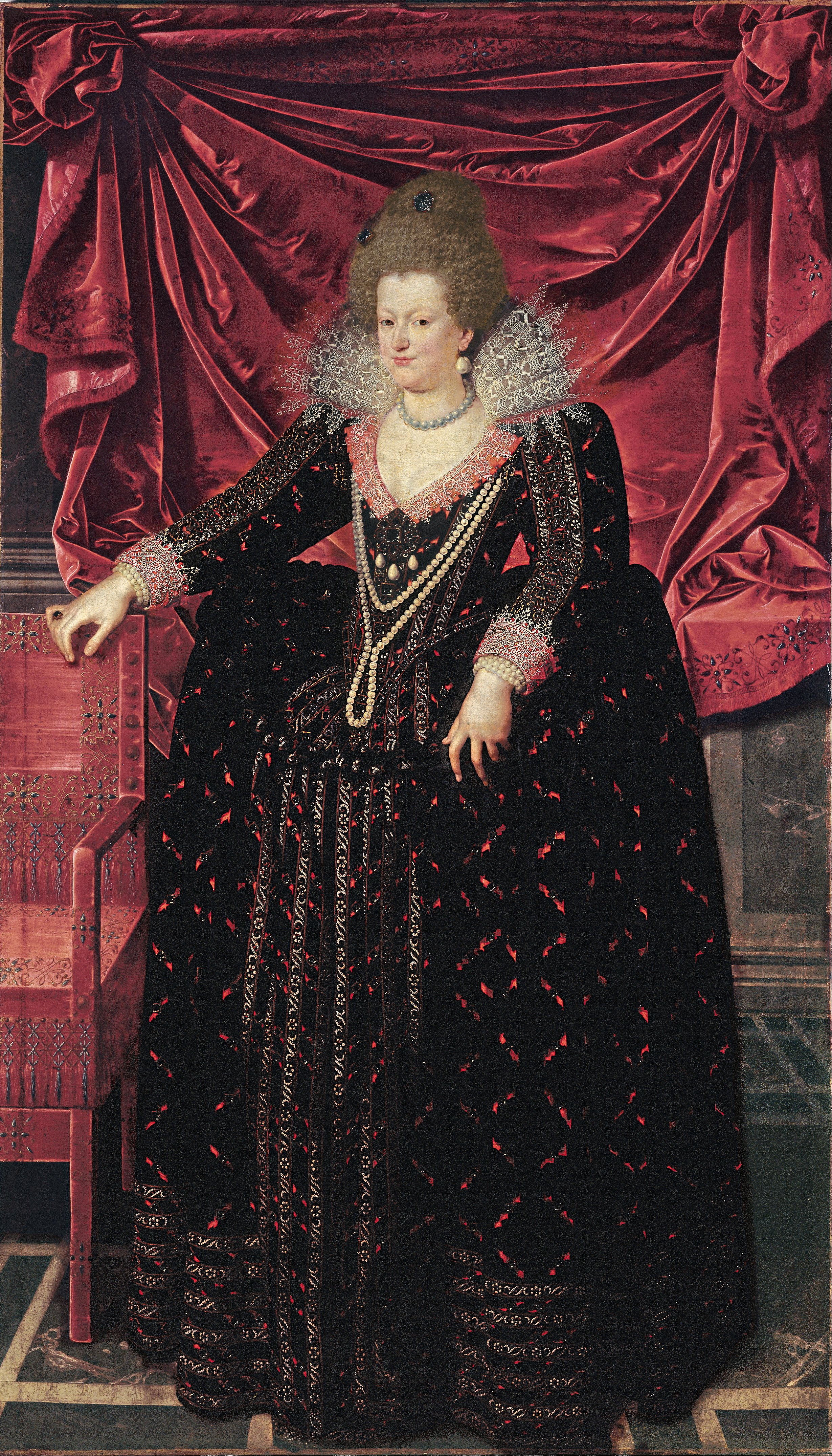
Marie de Médicis, par Frans Pourbus le Jeune, vers 1606.

Les collections du musée temporairement complétées sont appelées la Colección Arte XX, une collection privée composée de 48 tableaux et de 15 sculptures, majoritairement d'auteurs du XXe siècle bien qu'elle inclut aussi celles du XIXe siècle et de l'époque actuelle. Cette sélection reste exposée dans le musée pendant cinq ans (2008-2013) prolongeables.
Dans cette collection on peut trouver des œuvres d'auteurs espagnols du XXe siècle aussi importants que Picasso, Joaquin Sorolla, Anglada Camarasa, Miró, Dalí, Eduardo Chillida, Pablo Palazuelo, Antonio Saura, Miquel Barceló et Antoni Tàpies, et du panorama international comme Kandinsky, Giorgio de Chirico, Max Ernst, Francis Picabia, Georges Braque, Fernand Léger, Jean Metzinger, Anish Kapoor, Marc Chagall, Paul Klee et Wifredo Lam, entre autres. Il s'agit de la collection particulière la plus importante réunie au Pays basque dans les dernières décennies. Étant donné les problèmes économiques de leur propriétaire, une quarantaine de pièces ont été acquises en 2009 par la banque Caixa Galicia mais seront maintenues visibles dans le musée comme décidé initialement .

## Œuvres notables

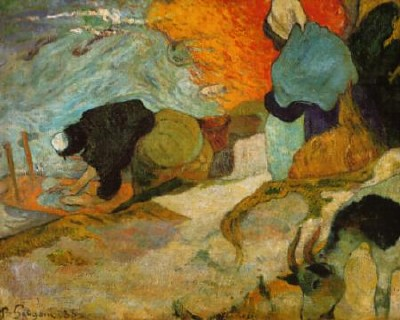
Lavandières à Arles, de Paul Gauguin.

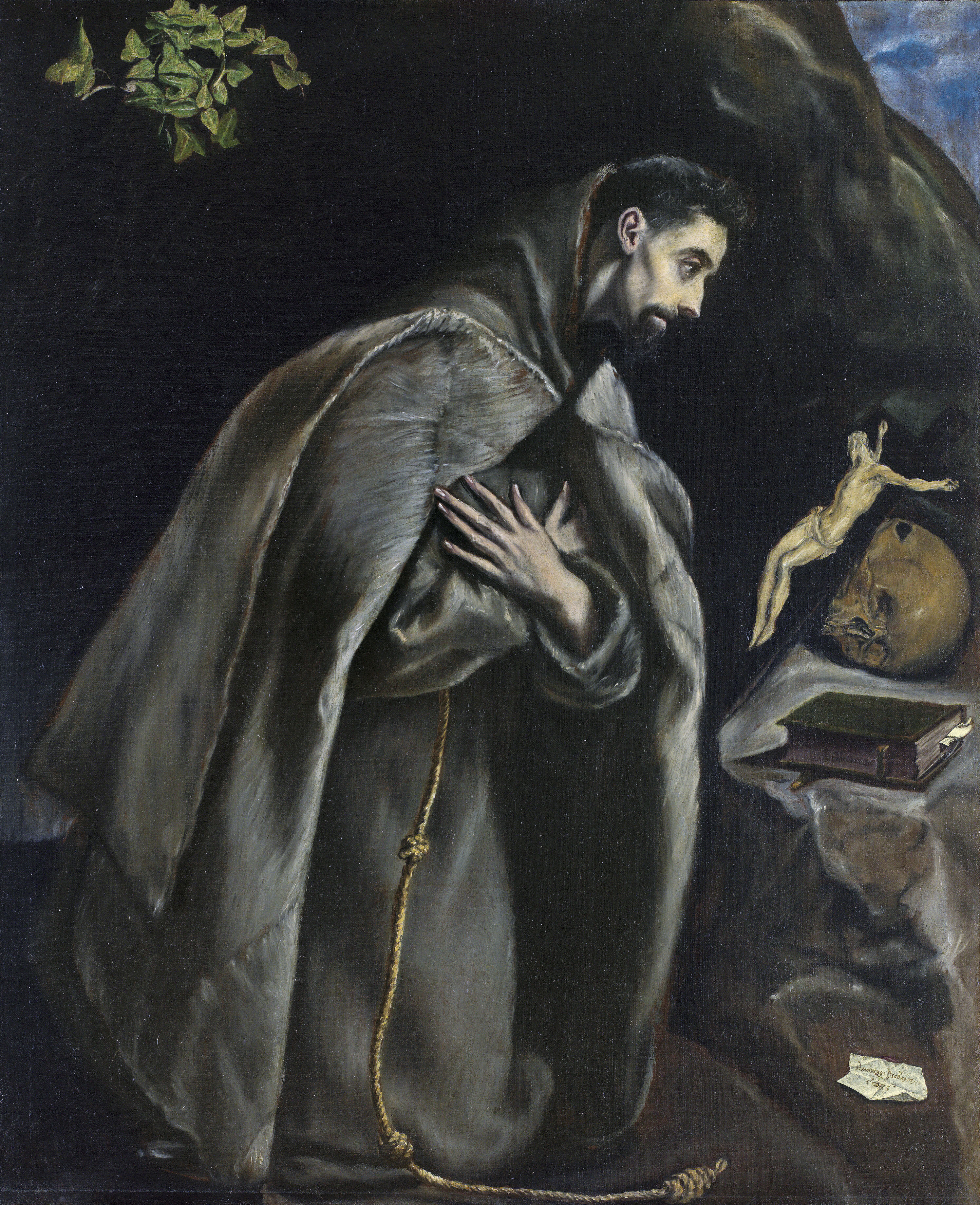
Le Greco, Saint François en prière, vers 1585-1590

- Anonyme catalan. Descente de Croix et Le Déluge ou L'Arche de Noé - dernier tiers du XIIIe siècle
- Juan de Arellano Corbeille de fleurs - vers 1671
- Aurelio Arteta Le Pont de Burceña - vers 1925-1930
- Francis Bacon Visage tendu devant un miroir - vers 1971
- Juan de Barroeta Vue du creusement de Bilbao depuis Algorta - 1886
- Bernardo Bellotto Paysage avec palais ou Caprice architectural avec palais - vers 1765-1766
- Ambrosius Benson Piété au pied de la croix (fragment) - vers 1530
- Bartolomé Bermejo La Flagellation de Sainte Engrâce - vers 1474-1478
- Mary Cassatt Femme assise avec un enfant dans les bras - vers 1890
- Paul Cézanne Baigneuses - vers 1896-1898
- Eduardo Chillida Autour du vide I - vers 1964
- Lucas Cranach l'Ancien Lucrèce - vers 1530
- Diego de la Cruz Christ de Piété - vers 1485
- Robert Delaunay Femme dénudée lisant - vers 1920
- Óscar Domínguez Le Chasseur - vers 1933
- Francisco Durrio Tête du Christ - vers 1895-1896
- Anton Van Dyck Lamentation sur le Christ mort- vers 1634-1640
- Michel Erhart Sainte Anne, la Vierge et l'Enfant - vers 1485-1490
- Luis Fernández Tête de taureau mort - vers 1939
- Paul Gauguin Lavandières à Arles - vers 1888
- Orazio Gentileschi, Judith et sa servante - vers 1612 ; Loth et ses filles - vers 1628
- Francisco de Goya Portrait de Martín Zapater - vers 1797
- El Greco (Domenikos Theotokópoulos) Saint François en prière - vers 1585-1590 ; L'Annonciation - vers 1596-1600
- Adolfo Guiard La aldeanita del clavel rojo - vers 1903
- José Luis Gutiérrez Solana Femmes de la vie - vers 1915-1917
- Utagawa Kunisada Acteur de Kabuki comme bûcheron - vers 1815
- Jan Mandyn (ou Mandijn) Festin burlesque - vers 1550
- Luis Eugenio Meléndez Bodegón aux fruits et au pichet - vers 1773
- Antonio Moro (Anthonis van Dashort) Portrait de Philippe II - vers 1549-1550
- Bartolomé Esteban Murillo San Lesmes - vers 1655
- Jorge Oteiza Portrait d'un gudari[n 7] armé nommé Odiseo - vers 1975
- Luis Paret y Alcázar Vue de la grève de Bilbao - vers 1783-1784
- Darío de Regoyos Le Bain à Renteria. Soir électrique - vers 1899
- José de Ribera Saint Sébastien guéri par les saintes femmes - vers 1621
- Alberto Sánchez Figures avec paysage - vers 1960-1962
- Richard Serra Bilbao - 1983
- Joaquín Sorolla La Relique - vers 1893
- Antoni Tapies Grand ovale ou Pintura - vers 1955
- Maarten de Vos L'Enlèvement d'Europe - vers 1590
- Ignacio Zuloaga Portrait de la comtesse Matthieu de Noailles - vers 1913
- Francisco de Zurbarán La Vierge avec l'Enfant Jésus et saint Jean-Baptiste - vers 1662